# Guy Sauvin
Guy Sauvin est un karatéka français né le 4 novembre 1942 en région parisienne. Champion de la première heure du karaté (à l'instar de Dominique Valera ou Francis Didier), il fut un des premiers cadres de ce qui deviendra la Fédération française de karaté,.  À côté du karaté, c’est également un défenseur des animaux, notamment des éléphants d’Afrique.

## Biographie
Il débute par la boxe française (1960-1963) puis fait ses débuts en karaté en 1962. Il s'entraine à partir de 1964 avec Maître Hiroo Mochizuki (introducteur du karaté en Europe, fils de Minoru Mochizuki, l’élève direct de Jigorō Kanō) et effectue plusieurs stages avec Maître Ohshima. Le premier français à qui Hiroo Mochizuki décerne une ceinture noire est d'ailleurs Guy Sauvin.
Membre de la première équipe de France, il a été trois fois champion de France, deux fois en open en 1964 et 1965 et une fois chez les moyens en 1972. Cette même année, il a par ailleurs été champion d'Europe kumite - 75 kg, troisième en ippon shobu individuel aux championnats du monde et vainqueur lors de ce même événement en kumite par équipe. 
Il est Directeur technique fédéral (1967-1980) puis Directeur Technique National de la Fédération Française de Karaté (1980-1996).
Président de la commission technique européenne et mondiale de 1988 à 1996, il reçoit dans son dojo parisien, Maître Kase pour des rencontres techniques particulières pendant plus d'un an (93-94). À l'occasion de ses voyages, il rencontre de nombreux Maîtres japonais comme Hayashi (shito-ryu), Asai, Abe, Yahara (shotokan JKA) ou Ikeda (Iaï-do).
Après 30 ans au plus haut niveau de karaté, il dirige de 1997 à 2004 le Parc National des deux Balés du Burkina Faso. C'est en effet un amoureux des animaux, en particulier des éléphants, espèce en danger d'extinction. 
Pendant son séjour africain, il s'entraîne en taichi et s'initie au Taikiken avec Maurice Portiche, ambassadeur de France au Burkina Faso.
Il fonde en 2007, sa propre école de karate-dô qu'il nomme Sei Do Jyuku,, ce que l'on peut traduire par école de la voie de la sincérité.
En 2010, avec Alain Setrouk, il crée un système de karaté au K.O, le Pro Fight Karaté 
Avec Bernard Sautarel, le concept de karaté martial - Énergie interne, où il poursuit ses recherches en karaté et en travail interne.
En 2018, il cherche à faire partager dans un livre, Histoire du karaté français, Budo Editions,  (ISBN 9782846174114) ) l'état d'esprit qui animait les pionniers du karaté en France. Il est réédité en 2019.

## Palmarès
1964
- Champion de France open.
- Vainqueur de la Coupe de France.

1965
- Champion de France open.

1966
- Vice-champion d'Europe open
- Champion d'Europe par équipe.

1968
- Champion d'Europe individuel[1].
- Champion d'Europe par équipe[1].

1972
- Champion de France kumite - 75 kg.
- Champion d'Europe kumite - 75 kg.
- Champion d'Europe par équipe kumite.
- Médaille de bronze en ippon masculin aux championnats du monde de karaté 1972 à Paris, en France[11].
- Champion du Monde par équipe en kumite aux championnats du monde de karaté 1972 à Paris, en France[11].